# 撒迪
撒迪（?—?），又译撒的。元朝大臣。元顺帝时中书平章政事。
撒迪开始为怀王图帖睦尔（文宗）侍者，随从出居琼州、建康等地，非常艰苦。天历元年（1328年），图帖睦尔即位为元文宗，撒迪任治书侍御史，奉命到漠北迎接皇兄和世㻋。天历二年（1329年），撒迪升任中书右丞。至顺元年（1330年），加奎章阁大学士，参预编修《经世大典》。至顺二年（1331年），兼领广谊司。至顺三年（1332年），拜中书平章政事。元顺帝继位，元统二年（1334年），以本职领蒙古国子监。至元元年（1335年），改任为御史大夫，领奎章阁，知经筵事。